# Canton de L'Île-Bouchard
Pour les articles homonymes, voir Bouchard.
Le canton de L'Île-Bouchard est un ancien canton français situé dans le département d'Indre-et-Loire et la région Centre.

## Composition
Le canton de L'Île-Bouchard regroupait les communes suivantes :
- Anché
- Avon-les-Roches
- Brizay
- Chezelles
- Cravant-les-Côteaux
- Crissay-sur-Manse
- Crouzilles
- L'Île-Bouchard
- Panzoult
- Parçay-sur-Vienne
- Rilly-sur-Vienne
- Sazilly
- Tavant
- Theneuil
- Trogues

## Histoire

### Conseillers d'arrondissement (de 1833 à 1940)
| Période                                  | Période      | Identité                                                   | Étiquette   | Qualité |
| ---------------------------------------- | ------------ | ---------------------------------------------------------- | ----------- | --- |
| 1833                                     | 1839         | Charles Drouin de Parçay, dit Drouin-Voisine (1786-1844)   |             | Officier retraité, maire de Cravant-les-Côteaux                                                             |
| 1839                                     | 1848         | Frédéric Loizillon (1798-1869)                             |             | Notaire à L'Île-Bouchard                                                                                    |
|                                          |              |                                                            |             | |
| avant 1883                               |              | Jean Joseph Gustave Frédéric Becquet de Sonnay (1837-1900) |             | Ancien secrétaire du Préfet de Saint-Quentin (Aisne), Propriétaire du château, maire de Cravant             |
|                                          |              |                                                            |             | |
|                                          | 1897 (décès) | Louis-Jean Dien-Delaleu (1848-1897)                        | Républicain | Industriel, fabricant de chaux à Parçay-sur-Vienne                                                          |
|                                          |              |                                                            |             | |
| av.1908                                  |              | Jérémie Dien (1875-1939)                                   | Républicain | Industriel à Parçay-sur-Vienne                                                                              |
|                                          |              |                                                            |             | |
| 1919                                     | 1940         | M. Georget                                                 | Droite      | Maire de Crissay                                                                                            |
| 1940                                     |              |                                                            |             | Les conseils d'arrondissement ont été suspendus par la loi du 12 octobre 1940 et n'ont jamais été réactivés |
| Les données manquantes sont à compléter. |              |                                                            |             | |

### Conseillers généraux de 1833 à 2015
| Période | Période      | Identité                                                             | Étiquette                 | Qualité |
| ------- | ------------ | -------------------------------------------------------------------- | ------------------------- | --- |
| 1833    | 1839         | Louis Ernest Gustave Comte de Sparre, Baron de Kronoberg (1802-1866) |                           | Capitaine de cavalerie Pair de France Lieutenant général, propriétaire à Brizay                                                           |
| 1839    | 1883 (décès) | Marquis Arthur de Quinemont                                          | Monarchiste               | Diplomate, ancien Colonel de la Garde Nationale de Tours Député (1863-1870) - Sénateur (1876-1879) Propriétaire à Crouzilles              |
| 1883    | 1886         | Edouard Pélisson                                                     | Droite                    | Notaire à L'Île-Bouchard |
| 1886    | 1892         | Célestin Honoré Girault-Banne                                        | Républicain               | Maire de L'Île-Bouchard |
| 1892    | 1904 (décès) | Achille Chevreau                                                     | Rad.                      | Maire de Brizay |
| 1904    | 1919         | Louis Deschand                                                       | Républicain               | Médecin à L'Île-Bouchard |
| 1919    | 1939 (décès) | Louis Dien                                                           | Rad.ind.                  | Industriel en briqueterie Maire de L'Île-Bouchard (1919-1939) Député (1918-1932)                                                          |
| 1939    | 1940         | siège vacant                                                         |                           | |
|         |              |                                                                      |                           | |
| 1943    | 1945         | Maurice de Lasaulaie                                                 |                           | Pharmacien Président de la délégation spéciale de L'Île-Bouchard Nommé conseiller départemental en 1943                                   |
|         |              |                                                                      |                           | |
| 1945    | 1955         | Max Carrois                                                          | RI                        | Marchand de grains à L'Île-Bouchard |
| 1955    | 1992         | André-Georges Voisin                                                 | UNR puis UDR puis app.RPR | Exploitant forestier Président du Conseil Général (1970-1992) Député (1958-1981) Sénateur (1983-1992) Maire de L'Île-Bouchard (1947-1995) |
| 1992    | 2004         | Marcellin Sigonneau                                                  | DVD                       | Notaire à Marigny-Marmande Maire de Panzoult Ancien conseiller général du Canton de Richelieu                                             |
| 2004    | 2015         | Nadège Arnault                                                       | DVD                       | Secrétaire de mairie Maire de Theneuil (depuis 2005) Elue en 2015 dans le canton de Sainte-Maure-de-Touraine                              |

## Démographie
| 2012  |
| ----- |
| 7 313 |

### Sources
1. ↑  « Journal officiel de la République française. Lois et décrets », sur Gallica, 13 juin 1883 (consulté le 13 novembre 2023).
2. ↑  « Journal officiel de la République française. Lois et décrets », sur Gallica, 13 octobre 1904 (consulté le 13 novembre 2023).
3. ↑  Journal officiel de la République française. Lois et décrets, parution 23 mai 1943, (en ligne).
4. ↑  Fiches Insee - Populations légales du canton pour les années , 2011, 2012